# Australohydnum
Australohydnum là một chi nấm thuộc họ Phanerochaetaceae.